# Elezioni parlamentari in Grecia del 1993
Le elezioni parlamentari in Grecia del 1993 si tennero il 10 ottobre per il rinnovo del Parlamento ellenico. Esse videro la vittoria del Movimento Socialista Panellenico di Andreas Papandreou, che divenne Primo ministro.

## Risultati
| Liste                                                              | Voti      | %     | Seggi |
| ------------------------------------------------------------------ | --------- | ----- | ----- |
| Movimento Socialista Panellenico                                   | 3 235 017 | 46,88 | 170   |
| Nuova Democrazia                                                   | 2 711 737 | 39,30 | 111   |
| Primavera Politica                                                 | 336 460   | 4,88  | 10    |
| Partito Comunista di Grecia                                        | 313 001   | 4,54  | 9     |
| Synaspismós                                                        | 202 887   | 2,94  | –     |
| Unione dei Centristi                                               | 15 926    | 0,23  | –     |
| Fiducia                                                            | 26 228    | 0,38  | –     |
| Sorte                                                              | 12 458    | 0,18  | –     |
| Unione Politica Nazionale                                          | 9 469     | 0,14  | –     |
| Sinistra Combattente - Movimento di Politici Indipendenti (KKE-ML) | 8 160     | 0,12  | –     |
| Unioni Popolari di Gruppi Sociali Extrapartitici                   | 7 237     | 0,10  | –     |
| Ecologisti di Grecia                                               | 5 723     | 0,08  | –     |
| Unione degli Ecologisti                                            | 5 378     | 0,08  | –     |
| Partito dei Cacciatori Greci - Natura-Caccia-Pesca-Tradizione      | 3 614     | 0,05  | –     |
| Partito Comunista Marxista-Leninista di Grecia                     | 1 817     | 0,03  | –     |
| Partito Socialista Militante di Grecia                             | 1 578     | 0,02  | –     |
| Altri <1.000 voti                                                  | 2 758     | 0,04  | –     |
| Indipendenti                                                       | 863       | 0,01  | –     |
| Totale                                                             | 6 900 311 | 100   | 300   |

| Riepilogo dei voti (+/- elezioni 1990)  | Riepilogo dei voti (+/- elezioni 1990) | Riepilogo dei voti (+/- elezioni 1990) | Riepilogo dei voti (+/- elezioni 1990) | Riepilogo dei voti (+/- elezioni 1990) | Riepilogo dei voti (+/- elezioni 1990) | Riepilogo dei voti (+/- elezioni 1990) |
| --------------------------------------- | -------------------------------------- | -------------------------------------- | -------------------------------------- | -------------------------------------- | -------------------------------------- | -------------------------------------- |
| Movimento Socialista Panellenico        | Movimento Socialista Panellenico       | Movimento Socialista Panellenico       |                                        |                                        | 46,88%                                 | ▲ 8,27                                 |
| Nuova Democrazia                        | Nuova Democrazia                       | Nuova Democrazia                       |                                        |                                        | 39,30%                                 | ▼ 7,59                                 |
| Primavera Politica                      | Primavera Politica                     | Primavera Politica                     |                                        |                                        | 4,88%                                  | ▲ 4,88                                 |
| Partito Comunista di Grecia             | Partito Comunista di Grecia            | Partito Comunista di Grecia            |                                        |                                        | 4,54%                                  | ▲ 4,54                                 |
| Synaspismós                             | Synaspismós                            | Synaspismós                            |                                        |                                        | 2,94%                                  | ▼ 7,34                                 |
| Altri <1,00%                            | Altri <1,00%                           | Altri <1,00%                           |                                        |                                        | 1,47%                                  | ▼ 2,75                                 |
| Riepilogo dei seggi (+/- elezioni 1990) |                                        |                                        |                                        |                                        |                                        |                                        |
|                                         |                                        |                                        |                                        |                                        |                                        |                                        |
| KKE                                     | 9                                      | ▲ 10                                   |                                        | PASOK                                  | 170                                    | ▼ 8                                    |
| ND                                      | 111                                    | ▼ 3                                    |                                        | POLAN                                  | 10                                     | ▼ 10                                   |